# Latera
Latera là một thị xã thuộc tỉnh Viterbo, Italia.
Thị xã nằm gần hồ Bolsena và hồ Mezzano.

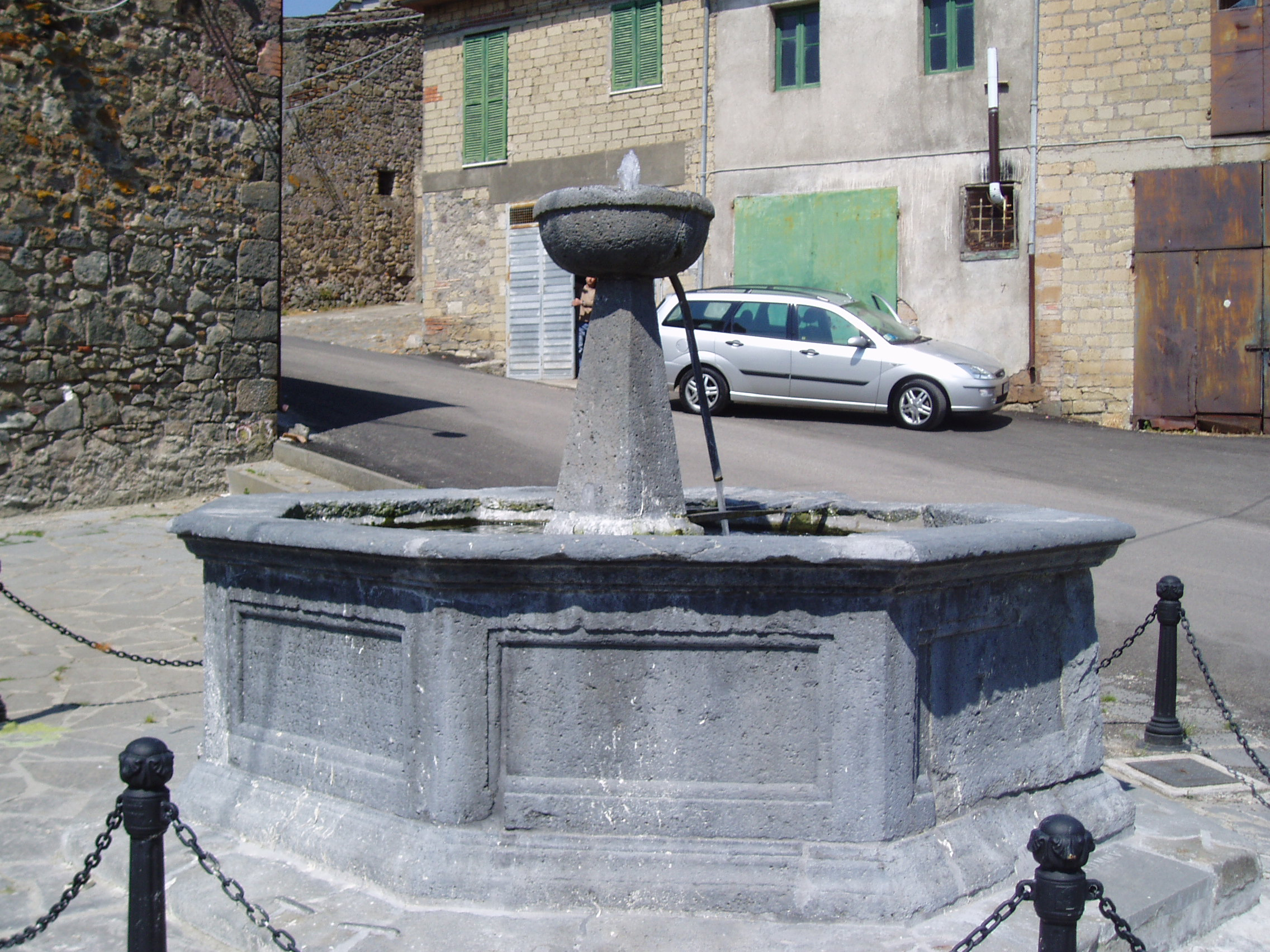
Đài nước Ducal (Fontana del Ponte), thế kỷ 17.

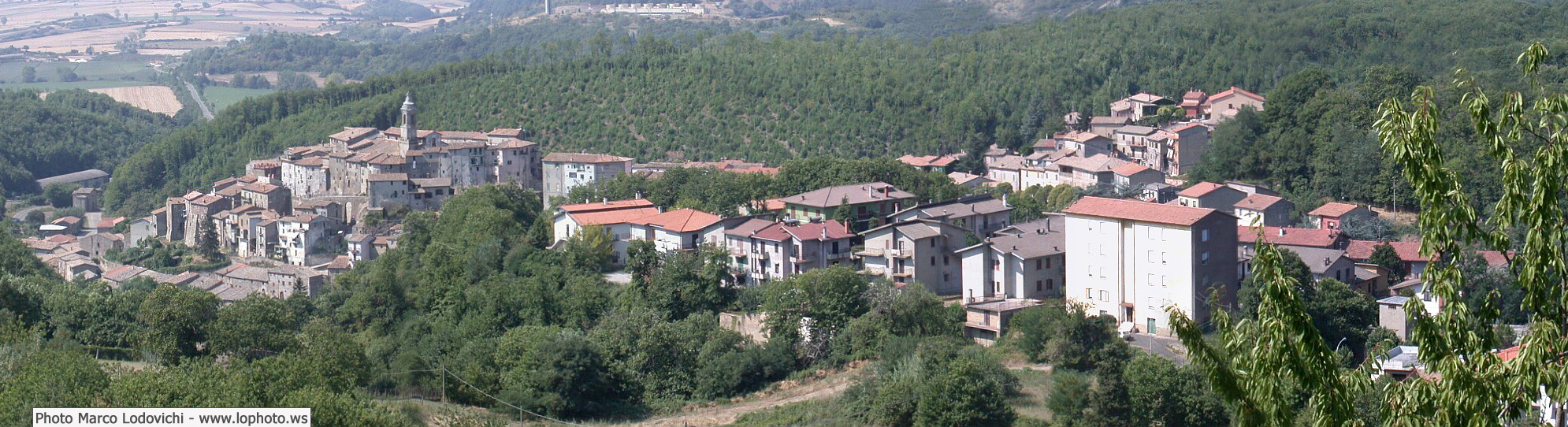
Toàn cảnh Latera, với thành cổ bên trái.